# Olympische Jugend-Sommerspiele 2014/Teilnehmer (Mazedonien)
| Gelbes Symbol für Goldmedaillen mit stilisierten Olympischen Ringen | Graues Symbol für Silbermedaillen mit stilisierten Olympischen Ringen | Braundes Symbol für Bronzemedaillen mit stilisierten Olympischen Ringen |
| ------------------------------------------------------------------- | --------------------------------------------------------------------- | ----------------------------------------------------------------------- |
| —                                                                   | —                                                                     | —                                                                       |

Die Jugend-Olympiamannschaft aus Mazedonien (heute Nordmazedonien) für die II. Olympischen Jugend-Sommerspiele vom 16. bis 28. August 2014 in Nanjing (Volksrepublik China) bestand aus fünf Athleten.

## Athleten nach Sportarten

### Radsport
Jungen
- Jovan Jovanoski
- Andrej Petrovski
Kombination: 15. Platz
Mixed: 7. Platz (mit Ema Manikaitė und Ernesta Strainytė  Litauen)

### Ringen
Jungen
- Elmedin Sejfulau
Freistil bis 54 kg: 7. Platz

### Schießen
Mädchen
- Ana Ivanovska
Luftgewehr 10 m: 17. Platz
Mixed: 18. Platz (mit Vadim Skorovarov  Usbekistan)

### Schwimmen
Jungen
- Stefan Jankulovski
200 m Freistil: 30. Platz
400 m Freistil: 29. Platz